# 吴兴铁线莲
吴兴铁线莲（学名：Clematis huchouensis）为毛茛科铁线莲属下的一个种。

## 扩展阅读
- 維基物種上的相關：吴兴铁线莲